# Градина (Мајдан)
Градина је утврђење на рудничком врху Ђуревац у засеоку Ђуревци села Мајдан, општина Горњи Милановац. Утврђење није истражено и није позната његова тачна намена, мада је, судећи по његовим димензијама, највероватније у питању сигнална или осматрачка кула.
Налази се на приближно 740 мнв, на врху који се издиже изнад Јазинског потока, са његове јужне стране. Тврђава има облик неправилног троугла са заобљеним угловима, чије су мере око 45 са 20 метара, а на западној страни се налазе темељи кружне основе, где се највероватније налазила кула. Зидови су дебели од 80 до 140 центиметара. Дужа оса се пружа у правцу исток-запад. 